# Four Broncos Memorial Trophy
Die Four Broncos Memorial Trophy ist eine Auszeichnung der Western Hockey League. Sie wird seit Ende der Saison 1994/95 jährlich an den besten Spieler des Jahres vergeben. Bis zur Saison 1993/94 wurde er an den Most Valuable Player der WHL vergeben. Der Trophäengewinner nimmt seit 1975 zudem an der Wahl zum CHL Player of the Year teil.
Die Auszeichnung verdankt ihren Namen vier Spieler der Swift Current Broncos, die bei einem Busunfall auf dem Weg zum Spiel gegen die Regina Pats ums Leben kamen. Trent Kresse, Scott Kruger, Chris Mantyka und Brent Ruff verstarben am 30. Dezember 1986.

## Gewinner

### Seit 1994/95
Erläuterungen: Farblich unterlegte Spieler haben im selben Jahr den CHL Player of the Year Award gewonnen.
| Jahr    | Spieler            | Team                  |
| ------- | ------------------ | --------------------- |
| 2024/25 | Gavin McKenna      | Medicine Hat Tigers   |
| 2023/24 | Jagger Firkus      | Moose Jaw Warriors    |
| 2022/23 | Connor Bedard      | Regina Pats           |
| 2021/22 | Logan Stankoven    | Kamloops Blazers      |
| 2020/21 | Peyton Krebs       | Winnipeg Ice          |
| 2019/20 | Adam Beckman       | Spokane Chiefs        |
| 2018/19 | Joachim Blichfeld  | Portland Winterhawks  |
| 2017/18 | Carter Hart        | Everett Silvertips    |
| 2016/17 | Sam Steel          | Regina Pats           |
| 2015/16 | Dryden Hunt        | Moose Jaw Warriors    |
| 2014/15 | Oliver Bjorkstrand | Portland Winterhawks  |
| 2013/14 | Sam Reinhart       | Kootenay Ice          |
| 2012/13 | Adam Lowry         | Swift Current Broncos |
| 2011/12 | Brendan Shinnimin  | Tri-City Americans    |
| 2010/11 | Darcy Kuemper      | Red Deer Rebels       |
| 2009/10 | Jordan Eberle      | Regina Pats           |
| 2008/09 | Brett Sonne        | Calgary Hitmen        |
| 2007/08 | Karl Alzner        | Calgary Hitmen        |
| 2006/07 | Kris Russell       | Medicine Hat Tigers   |
| 2005/06 | Justin Pogge       | Calgary Hitmen        |
| 2004/05 | Eric Fehr          | Brandon Wheat Kings   |
| 2003/04 | Cam Ward           | Red Deer Rebels       |
| 2002/03 | Josh Harding       | Regina Pats           |
| 2001/02 | Dan Hamhuis        | Prince George Cougars |
| 2000/01 | Justin Mapletoft   | Red Deer Rebels       |
| 1999/00 | Brad Moran         | Calgary Hitmen        |
| 1998/99 | Cody Budkowsky     | Seattle Thunderbirds  |
| 1997/98 | Serhij Warlamow    | Swift Current Broncos |
| 1996/97 | Peter Schaefer     | Brandon Wheat Kings   |
| 1995/96 | Jarome Iginla      | Kamloops Blazers      |
| 1994/95 | Marty Murray       | Brandon Wheat Kings   |

### 1966 bis 1994
Erläuterungen: Farblich unterlegte Spieler haben im selben Jahr den CHL Player of the Year Award gewonnen.
| Jahr    | Spieler                | Team                   |
| ------- | ---------------------- | ---------------------- |
| 1993/94 | Sonny Mignacca         | Medicine Hat Tigers    |
| 1992/93 | Jason Krywulak         | Swift Current Broncos  |
| 1991/92 | Steve Konowalchuk      | Portland Winter Hawks  |
| 1990/91 | Ray Whitney            | Spokane Chiefs         |
| 1989/90 | Glen Goodall           | Seattle Thunderbirds   |
| 1988/89 | Stu Barnes             | Tri-City Americans     |
| 1987/88 | Joe Sakic              | Swift Current Broncos  |
| 1986/87 | Rob Brown (West)       | Kamloops Blazers       |
| 1986/87 | Joe Sakic (Ost)        | Swift Current Broncos  |
| 1985/86 | Rob Brown (West)       | Kamloops Blazers       |
| 1985/86 | Emanuel Viveiros (Ost) | Prince Albert Raiders  |
| 1984/85 | Cliff Ronning          | New Westminster Bruins |
| 1983/84 | Ray Ferraro            | Brandon Wheat Kings    |
| 1982/83 | Mike Vernon            | Calgary Wranglers      |
| 1981/82 | Mike Vernon            | Calgary Wranglers      |
| 1980/81 | Steve Tsujiura         | Medicine Hat Tigers    |
| 1979/80 | Doug Wickenheiser      | Regina Pats            |
| 1978/79 | Perry Turnbull         | Portland Winter Hawks  |
| 1977/78 | Ryan Walter            | Seattle Breakers       |
| 1976/77 | Barry Beck             | New Westminster Bruins |
| 1975/76 | Bernie Federko         | Saskatoon Blades       |
| 1974/75 | Bryan Trottier         | Lethbridge Hurricanes  |
| 1973/74 | Ron Chipperfield       | Brandon Wheat Kings    |
| 1972/73 | Dennis Sobchuk         | Regina Pats            |
| 1971/72 | John Davidson          | Calgary Cenntenials    |
| 1970/71 | Ed Dyck                | Calgary Cenntenials    |
| 1969/70 | Reg Leach              | Flin Flon Bombers      |
| 1968/69 | Bobby Clarke           | Flin Flon Bombers      |
| 1967/68 | Jim Harrison           | Estevan Bruins         |
| 1966/67 | Gerry Pinder           | Saskatoon Blades       |